# Jakovany

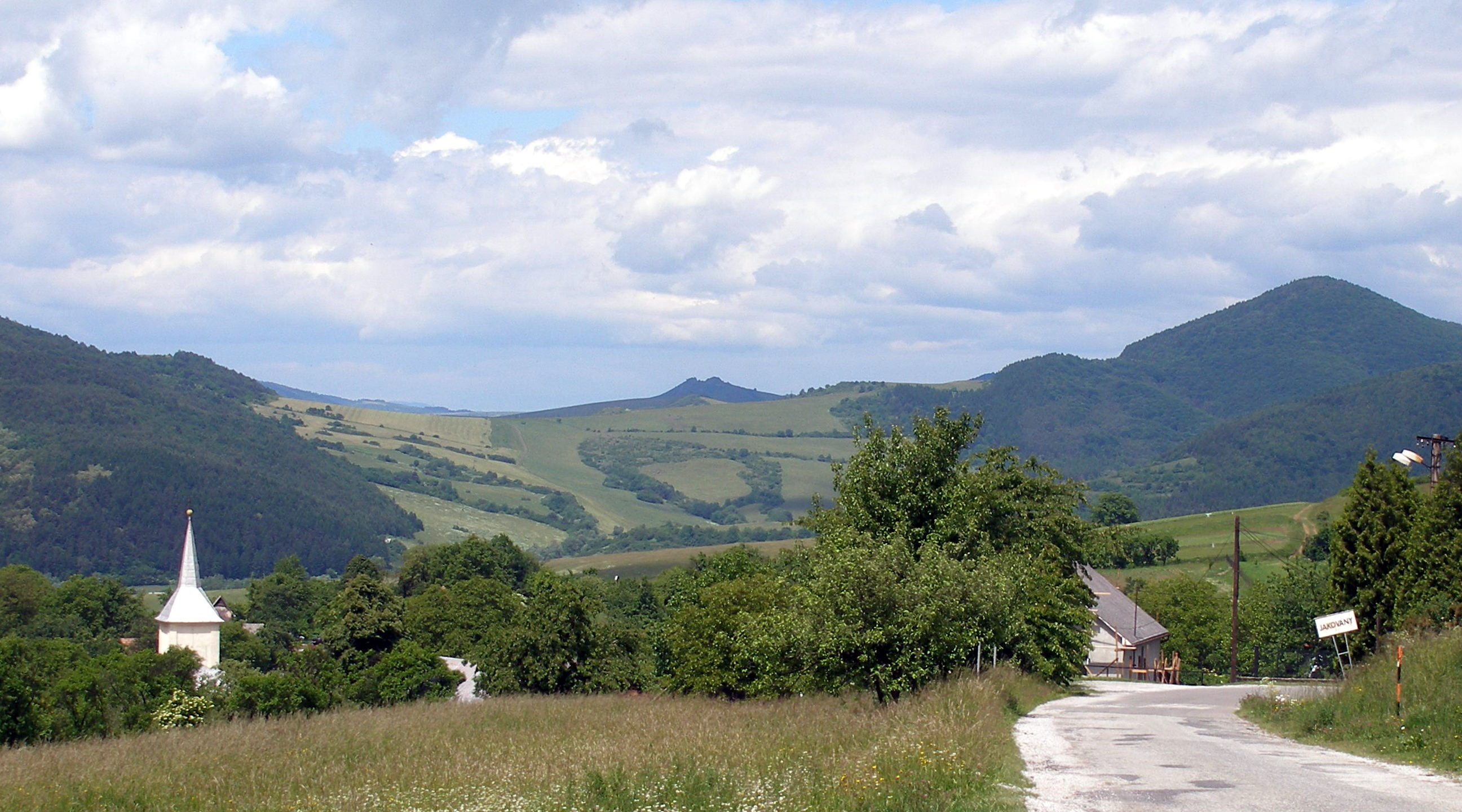
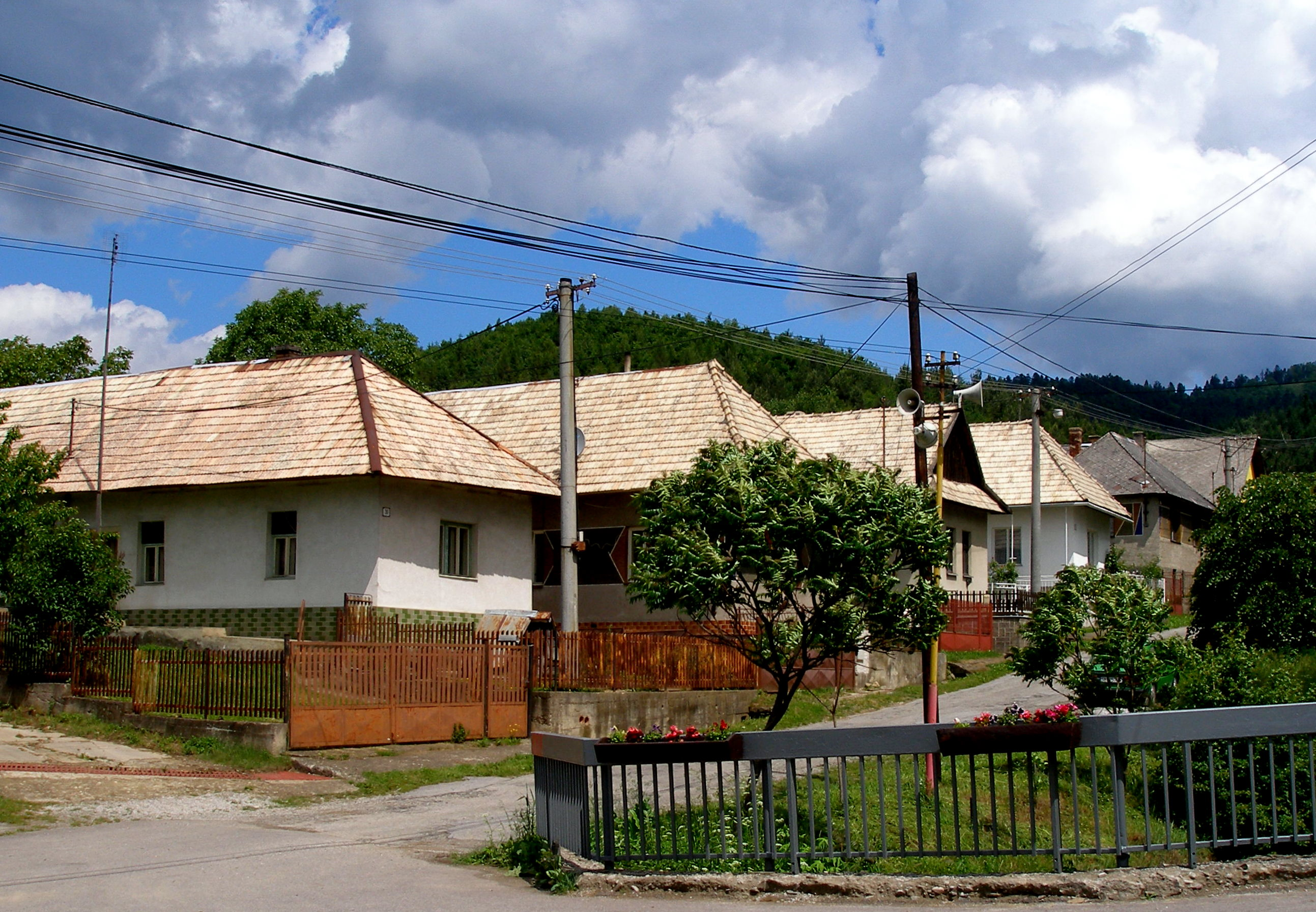
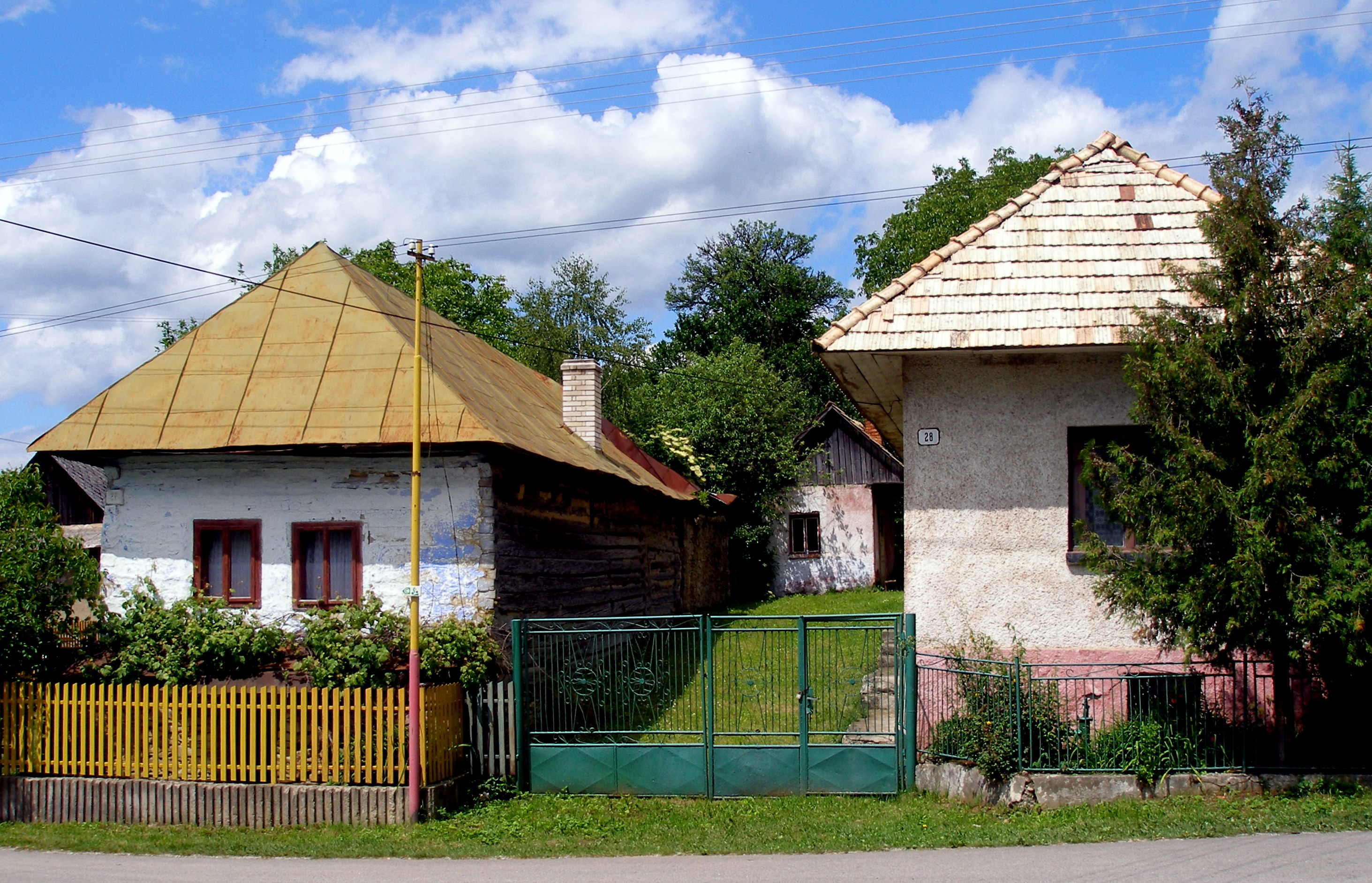
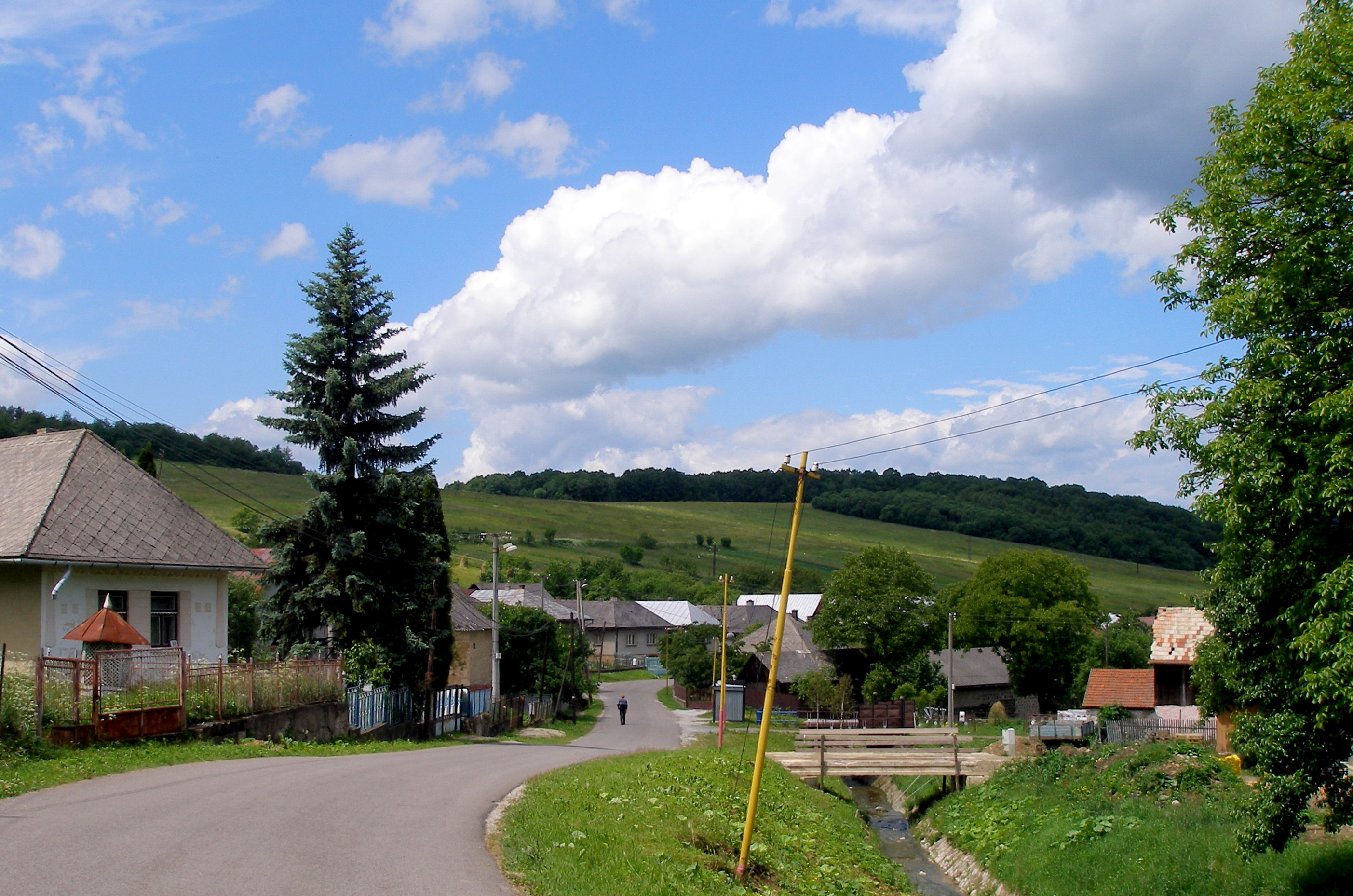

Jakovany (Hongaars: Jákórésze) is een Slowaakse gemeente in de regio Prešov, en maakt deel uit van het district Sabinov.
Jakovany telt 345 inwoners.